# Max Bühlmann
Max Bühlmann (* 9. Januar 1956 in Rickenbach LU) ist ein Schweizer Künstler.

## Leben

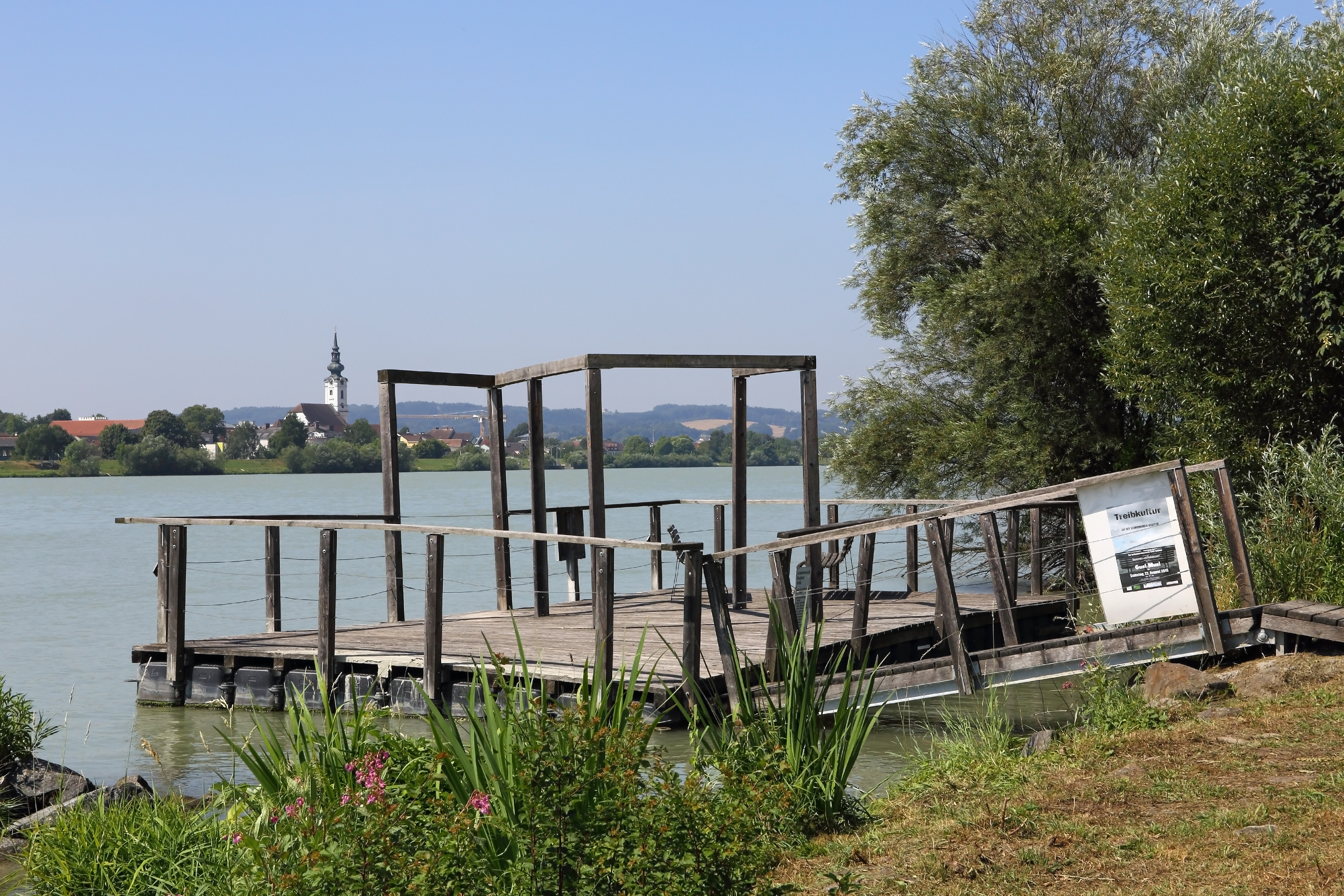
„Erika“; begehbare Skulptur am Radweg der Donaulände in Klein-Pöchlarn (2008)

Bühlmann besuchte 1972 einen Vorkurs an der Schule für Gestaltung Luzern, wo er dann von 1979 bis 1986 bei Anton Egloff studierte. Von 1982 bis 1986 an der Akademie der bildenden Künste Wien bei Bruno Gironcoli. Seit 1986 lebt er in Zürich.
Er ist Maler, Plastiker und Grafiker und schuf Objektkunst und Holzskulpturen. Er hatte Einzelausstellungen in der Schweiz und Österreich und nahm an Ausstellungen in Belgien, Bosnien, Deutschland, Japan, den Niederlanden, Russland, der Schweiz und der Slowakei teil.

## Auszeichnungen
- 1996: Werkstipendium des österreichischen Bundesministeriums[2]
- 1999: Anni-und-Heinrich-Sussmann-Preis[2]
- 2000: Theodor-Körner-Preis[2]

## Ausstellungen (Auswahl)

### Einzelausstellungen
- 1994: Max Bühlmann. Kunstmuseum Luzern[3]

### Gruppenausstellungen
- 2002: Kunstmuseum Solothurn
- 2003: Museum Zeughaus, Innsbruck
- 2017: Jahresausstellung Zentralschweizer Kunstschaffen. Kunstmuseum Luzern
- 2018: Die neunziger Jahre. 3. Aufzug – Mobile Kunst im mobilen Markt. MUSA Museum, Wien